# Chiesa di Santa Maria della Speranza (Roma)
La chiesa di Santa Maria della Speranza è una chiesa di Roma, nel quartiere Nuovo Salario, in piazza A. Fradeletto.
La posa della prima pietra dell'edificio sacro avvenne nel 1988; i lavori di costruzione terminarono nel 1995, ed il 10 dicembre di quell'anno la nuova chiesa fu consacrata dal cardinale vicario Camillo Ruini.
La chiesa è sede della parrocchia omonima, istituita nel 1968 con il decreto del cardinale vicario Angelo Dell'Acqua Neminem fugit, ed affidata ai Salesiani: prima della costruzione della nuova chiesa, le attività parrocchiali si svolgevano nella vicina università pontificia salesiana. Merita di essere menzionato questo fatto curioso: nel 1970 papa Paolo VI fece visita alla parrocchia; nel suo discorso salutò il cardinale Karol Wojtyła (futuro Giovanni Paolo II) presente tra gli astanti; e a sua volta il papa ricevette il benvenuto dall'allora professore della vicina università salesiana, il futuro segretario di Stato vaticano cardinal Tarcisio Bertone. Giovanni Paolo II visiterà la chiesa nuovamente nel 1997.
La chiesa è sede del titolo cardinalizio di Santa Maria della Speranza. Cardinale titolare è Óscar Andrés Rodríguez Maradiaga, S.D.B.